# Kolotes z Lampsakos
Kolotes z Lampsakos (także: Kolotes z Lampsaku; gr. Κολώτης ο Λαμψακηνός IV/III wiek p.n.e.) – grecki filozof, uczeń Epikura, krytyk Platona, a także cynickiego sofisty Biona z Borystenes. Autor zaginionego traktatu Ὅτι κατὰ τὰ τῶν ἄλλων φιλοσόφων δόγματα οὐδὲ ζῆν ἐσ τιν (Według nauk innych filozofów nie można nawet żyć). Treść tego traktatu zrekonstruowano na podstawie pism Plutarcha  Ὅτι οὐδὲ ἡδέως ζῆν ἔστιν κατ’ Ἐπίκουρον (Nauka Epikura nawet nie umożliwia przyjemnego życia) i Πρὸς Κολώτην (Przeciw Kolotesowi), który z nim polemizuje.